# Silent Nightclub
Silent Nightclub es el sexto disco del crooner de Las Vegas, Richard Cheese. Este álbum fue editado el 26 de septiembre de 2006. Además de las habituales versiones de otros temas, este disco contiene una canción original, compuesta por Richard Cheese, llamada "Christmas in Las Vegas".

## Lista de canciones
1. "Holiday in Cambodia" (Dead Kennedys) (Live Instruments)  – 1:40
2. "Like a Virgin"  (Madonna)  – 1:27
3. "Christmas in Las Vegas"  – 2:08
4. "Jingle Bells" (Canción tradicional)  – 1:10
5. "Ice Ice Baby" (Vanilla Ice)  – 2:37
6. "Do They Know It's Christmas" (Band-Aid)  – 1:28
7. "Personal Jesus" (Depeche Mode) (2006) (Versión con orquesta)  – 2:12
8. "Imagine" (John Lennon)  – 1:47
9. "Last Christmas" (Wham!)  – 0:20
10. "Naughty Girl" (Beyoncé)  – 1:51
11. "Christmastime is Here" (Vince Guaraldi)  – 1:30
12. "The Trees" (Rush)  – 2:33
13. "I Melt with You" (Modern English), con la aparición de "Weird Al" Yankovic sobre el final del tema – 2:47
14. "Silent Night" (Canción tradicional)  – 1:31
15. "Holidae In" (Chingy) * (Bonus Track, exclusivo de iTunes)

- Datos: Q7514636